# Igor Moissejewitsch Kritschewer

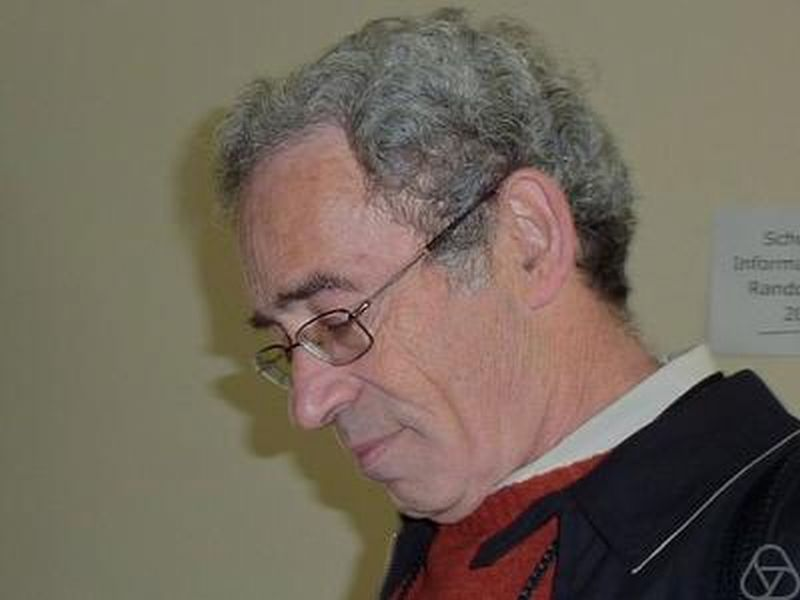
Igor Kritschewer (2010)

Igor Moissejewitsch Kritschewer (russisch Игорь Моисеевич Кричевер, englische Transkription Igor Moiseevich Krichever; * 8. Oktober 1950 in Kuibyschew, Russische SFSR, Sowjetunion; † 1. Dezember 2022, New York City, Vereinigte Staaten) war ein sowjetischer, russischer und US-amerikanischer Mathematiker.

## Leben und Wirken
Kritschewer ist der Sohn eines Ingenieurehepaares in der Luftfahrtindustrie. Der Vater Moissei Solomonowitsch Kritschewer (* 1918 in Mogiljow), Absolvent der Schukow-Luftwaffenakademie, war Militärtechniker 2. Ranges (Leutnant) der Militärvertretung der Hauptverwaltung der Luftstreitkräfte im Flugzeugwerk Nr. 1 in Kuibyschew. Seine Mutter hieß Marija Leiserowna Arlijewskaja (* in Polozk).
Kritschewer wuchs in Taganrog auf und besuchte später eine mathematische Spezialschule in Moskau, gewann 1967 die Silbermedaille bei der Internationalen Mathematikolympiade und begann im selben Jahr sein Studium der Mathematik an der Lomonossow-Universität, wo er ein Student von Sergei Nowikow war und sich anfangs mit algebraischer Topologie beschäftigte (Kobordismentheorie), und das Studium 1972 abschloss. Nach dem Postgradualen Studium wurde er 1975 promoviert (Cand. sc.). Kurz danach wandte er sich (wie auch Nowikow) integrablen dynamischen Systemen zu, die er mit Methoden der algebraischen Geometrie behandelte, insbesondere die periodische Korteweg-de-Vries-Gleichung (1974) und die periodische Kadomtsev-Petviashvili-Gleichung (KP-Gleichung), gefolgt von anderen nichtlinearen exakt integrierbaren Differentialgleichungen der mathematischen Physik. Dabei arbeitete er eng mit Nowikow, B. A. Dubrowin, W. M. Buchstaber zusammen. Mehrere Konzepte sind hier nach ihm benannt (Krichever Genus, Krichever-Novikov-Gleichung und Algebren). 1983 folgte dann die Habilitation (Dr. sc.) zum Thema „Algebraisch-geometrische Methoden in der Theorie nichtlinearer Gleichungen“.
Er war Professor am Landau-Institut für Theoretische Physik in Moskau und an der Columbia University. Er unterrichtete auch an der Unabhängigen Universität Moskau und am Institut für Theoretische und Experimentelle Physik. 1990 war er Invited Speaker auf dem Internationalen Mathematikerkongress in Kyōto (The periodic problem for two dimensional integrable systems) und 2022 hielt er einen Plenarvortrag auf dem Internationalen Mathematikerkongress (Algebraic-geometric methods in the theory of integrable systems).